# Lorenz von der Linde

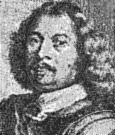
Feldmarschall Lorenz von der Linde

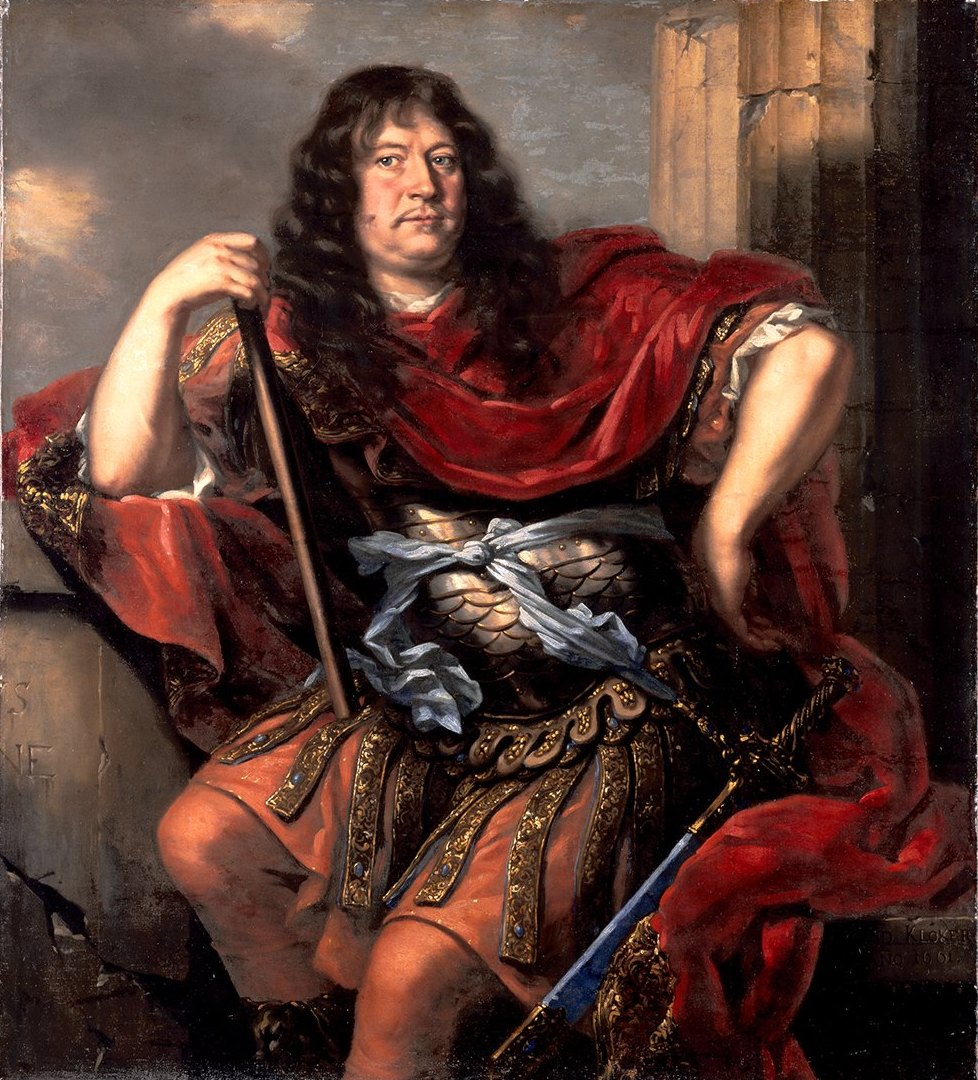
Lorenz von der Linde

Lorenz von der Linde (* 30. Juli 1610 in Stockholm; † 25. Juni 1670 ebenda) war schwedischer Feldmarschall.

## Leben und Wirken
Lorenz von der Linde gehörte dem Adelsgeschlecht von der Linde an. Er war ein Sohn des königlich schwedischen Kommissar und Generalfaktor in Holland, Erik Larsson von der Linde († 1636) und der Wendela Jacobsdotter Lohrman († 1656).
Sein Studium absolvierte ab dem Herbst 1627 er in Leiden. Im Anschluss wurde er von König Gustav II. Adolf gesandt. Dann beschritt er die Offizierslaufbahn in der schwedischen Armee, zunächst im Rang eines Obersts beim deutschen Infanterieregiment innerhalb der schwedischen Streitkräfte auf dem deutschen Kriegsspielplatz. 1647 avancierte er in den Rang eines Generalmajors.
Am 10. April 1651 wurde er zum königlich schwedischen Reichs- und Kriegsrat ernannt. Gemeinsam mit seinen Brüdern Erik (1611–1666), schwedischer Hofrat, Marschall und Gesandter, und Jacob (1612–1668), Herr auf Catharinæholm und Wigersberg in Södermanland, wurde er von Königin Christina am 14. Mai 1651 in den schwedischen Freiherrenstand als Freiherr zu Lindeborg nobilitiert. Die Introduzierung bei der Freiherrenklasse des schwedischen Adels erfolgte 1654 (Nr. 38).
Ab Mai 1653 diente er als Major der Leibgarde, wurde am 14. April 1555 General bei der Infanterie und während des Nordischen Krieges Gouverneur von Elbing sowie Kommandant der schwedischen Garnison in Preußen und Pommerellen. Er wurde der engste Vertraute von Herzog Adolf Johann I., avancierte am 20. Februar 1658 zum Feldmarschallleutnant und war ab August 1659 sein Nachfolger als Kommandant der schwedischen Armee in Pommerellen. Am 26. Juli 1665 wurde er zum Feldmarschall berufen. Aufgrund der Abwesenheit Adolf Johanns I. als Reichsmarschall übernahm er 1667 bis 1669 vertretungsweise auch den Vorsitz über das schwedische Kriegskollegium.
Als absolut loyale Person genoss er auch das uneingeschränkte Vertrauen von Königin Christina und König Karl X. Gustav, zählte zu den Freunden des Generalgouverneurs von Estland Bengt Klasson Horn oder von Magnus Gabriel De la Gardie. Ein Briefwechsel mit Karl X. Gustav aus dem Jahr 1647 zeugt von dem ihm entgegengebrachten Vertrauen. So war er auch dessen erfolgreicher Brautwerber bei Herzog Friedrich III. von Schleswig-Holstein-Gottorf.
Lorenz Erikson von der Linde (1610–1670) war auch Herr auf Neukloster. Er starb unvermählt und wurde in der Lovö-Kirche in Stockholm beigesetzt. Sein Wappenepitaph hängt dort rechts neben der Kanzel.